# Cheetah Chrome
Eugene Richard O'Connor (Cleveland, 18 de febrero de 1955), más conocido como Cheetah Chrome, es un músico estadounidense que logró prominencia como guitarrista de las bandas Rocket From the Tombs y The Dead Boys. Se unió a RFTT en septiembre de 1974, abandonando la formación en 1975. Más tarde se reunió con los músicos Stiv Bators y Johnny Blitz para formar la banda de punk The Dead Boys, publicando dos álbumes de estudio antes de separarse en 1979. A partir de entonces han realizado varias reuniones. Chrome ha participado en algunas de ellas, específicamente en 1987, 2004 y 2017.
En la película biográfica CBGB de 2013, el personaje de Cheetah Chrome fue interpretado por el actor británico Rupert Grint, reconocido por encarnar al personaje de Ron Weasley en la serie fílmica de Harry Potter.